# Goosebumps
Goosebumps este o serie de nuvele horror pentru copii create de autorul american R. L. Stine.
Seria cuprinde 62 de cărți (din care 22 publicate în limba română, de editura Rao), publicate sub titlul de Goosebumps, ultima fiind Monster Blood IV.
Povestirile fost criticate pentru conținutul lor uneori violent.
Succesul seriei a determinat numeroase alte sub-serii, tot de R. L. Stine, incluzând Give yourself Goosebumps și Goosebumps series 2000, în 1995, respectiv 1998.
Cărțile au determinat crearea a două jocuri: „Terror in the Graveyard” și „Escape from Horrorland”, un joc PC, precum și o serie TV.
În timpul popularității lor, două parodii au fost create de alt autor sub pseudonimul de R.U. Slime numite Gooflumps: Eat Cheese and Barf! și Stay Out of the Bathroom.

## Inspirație
După propriile declarații a le lui Stine, multe dintre cărți sunt bazate pe filmele clasice SF/horror. Una dintre cele mai populare (și cele mai lungi) cărți ale seriei, Night of the living Dummy, a fost inspirată din povestirea Pinocchio, titlul fiind o parodie după Night of the living dead. 
Invasion of the body squeezers este evident o parodie după filmul Science Fiction Invasion of the Body Snatchers și Phantom of the Auditorium este o parodie după Phantom of the opera. 
Welcome to Wicked Wax Museum a fost bazată pe House of Wax.
Cărțile au un design atrăgător pentru cititori.

## Cărți și personaje populare
În autobiografie, autorul a declarat romanul Night of the Living Dumyy ca preferatul lui. Antagonistul (Slappy the dummy, adică „Slappy păpușa”) a câștigat o popularitate chiar mai mare din continuările cărții Night of the living Dummy II și III.
Seria Monster Blood (doar prima carte apărută în România) este de asemenea populară. Cartea originală a avut 3 continuări, și una anunțată pe viitor în noua serie Goosebump Horrorland, Monster Blood for Breakfast!.
Popularitatea cărții „One day at Horrorland” („O zi în ținutul Ororilor”, editura Rao în limba română) l-a îndemnat pe autor să scrie și o continuare, „Return to Horrorland”, și apoi o nouă serie Goosebumps, „Goosebumps Horrorland” bazată numai pe această carte.
„The haunted Mask” și continuarea ei au câștigat de asemenea un succes imens printre fanii tineri ai genului horror.
Alte personaje populare includ Amaz-O, din Bad Hare Day, monștrii din noroi (You can't scare me!), Curly, scheletul, care deși nu apare în nicio carte a devenit un fel de „emblemă” pentru Goosebumps fiind ilustrat în multe cărți.
Popularitatea seriei a determinat alte serii similare de alți autori:  Spooksville, Spinetinglers, Shivers, Deadtime Stories, Bone Chillers și Graveyard School.

## Seria originală Goosebumps
| #  | Titlu                              | Data primei apariții | Reeditare colecție                                            | Pagini | ISBN               |
| -- | ---------------------------------- | -------------------- | ------------------------------------------------------------- | ------ | ------------------ |
| 01 | Welcome to Dead House              | iulie 1992           | Classic Goosebumps Monster Edition #1 by R.L. stine           | 123    | ISBN 0-590-45365-3 |
| 02 | Stay Out of the Basement           | iulie 1992           | Monster Edition #1 Classic Goosebumps                         | 122    | ISBN 0-590-45366-1 |
| 03 | Monster Blood                      | septembrie1992       | Classic Goosebumps Monster Blood Collection                   | 128    | ISBN 0-590-45367-X |
| 04 | Say Cheese and Die!                | noiembrie 1992       | Classic Goosebumps Monster Edition #1                         | 132    | ISBN 0-590-45368-8 |
| 05 | The Curse of the Mummy's Tomb      | ianuarie 1993        | Classic Goosebumps                                            | 132    | ISBN 0-590-45369-6 |
| 06 | Let's Get Invisible!               | martie 1993          | None                                                          | 139    | ISBN 0-590-45370-X |
| 07 | Night of the Living Dummy          | mai 1993             | Classic Goosebumps Living Dummy Collection Monster Edition #2 | 134    | ISBN 0-590-46617-8 |
| 08 | The Girl Who Cried Monster         | mai 1993             | None                                                          | 137    | ISBN 0-590-46618-6 |
| 09 | Welcome to Camp Nightmare          | iulie 1993           | Classic Goosebumps Campfire Collection Fright Light Edition   | 136    | ISBN 0-590-46619-4 |
| 10 | The Ghost Next Door                | august 1993          | Monster Edition #3                                            | 124    | ISBN 0-590-49445-7 |
| 11 | The Haunted Mask                   | septembrie1993       | Classic Goosebumps                                            | 121    | ISBN 0-590-49446-5 |
| 12 | Be Careful What You Wish For...    | octombrie 1993       | Classic Goosebumps                                            | 121    | ISBN 0-590-49447-3 |
| 13 | Piano Lessons Can Be Murder        | noiembrie 1993       | None                                                          | 124    | ISBN 0-590-49448-1 |
| 14 | The Werewolf of Fever Swamp        | decembrie 1993       | Classic Goosebumps Creepy Creatures                           | 123    | ISBN 0-590-49449-X |
| 15 | You Can't Scare Me!                | ianuarie 1994        | Classic Goosebumps                                            | 120    | ISBN 0-590-49450-3 |
| 16 | One Day at HorrorLand              | februarie 1994       | Classic Goosebumps Terror Trips                               | 117    | ISBN 0-590-47739-0 |
| 18 | Monster Blood II                   | aprilie 1994         | Monster Blood Collection                                      | 121    | ISBN 0-590-47740-4 |
| 19 | Deep Trouble                       | mai 1994             | Classic Goosebumps Terror Trips                               | 117    | ISBN 0-590-47741-2 |
| 20 | The Scarecrow Walks at Midnight    | iunie 1994           | Classic Goosebumps Creepy Creatures                           | 122    | ISBN 0-590-47742-0 |
| 21 | Go Eat Worms!                      | iulie 1994           | None                                                          | 119    | ISBN 0-590-47743-9 |
| 22 | Ghost Beach                        | august 1994          | Classic Goosebumps Scary Summer Ghost Edition #3              | 119    | ISBN 0-590-47744-7 |
| 23 | Return of the Mummy                | septembrie1994       | Classic Goosebumps                                            | 118    | ISBN 0-590-47745-5 |
| 24 | Phantom of the Auditorium          | octombrie 1994       | Classic Goosebumps                                            | 126    | ISBN 0-590-48354-4 |
| 25 | Attack of the Mutant               | noiembrie 1994       | None                                                          | 117    | ISBN 0-590-48355-2 |
| 26 | My Hairiest Adventure              | decembrie 1994       | None                                                          | 122    | ISBN 0-590-48350-1 |
| 27 | A Night in Terror Tower            | ianuarie 1995        | Classic Goosebumps                                            | 129    | ISBN 0-590-48351-X |
| 28 | The Cuckoo Clock of Doom           | februarie 1995       | None                                                          | 118    | ISBN 0-590-48352-8 |
| 29 | Monster Blood III                  | martie 1995          | Monster Blood Collection                                      | 126    | ISBN 0-590-48347-1 |
| 30 | It Came from Beneath the Sink!     | aprilie 1995         | None                                                          | 112    | ISBN 0-590-48348-X |
| 31 | Night of the Living Dummy II       | mai 1995             | Living Dummy Collection Monster Edition #2                    | 120    | ISBN 0-590-48349-8 |
| 32 | The Barking Ghost                  | iunie 1995           | Monster Edition #3                                            | 117    | ISBN 0-590-48344-7 |
| 33 | The Horror at Camp Jellyjam        | iulie 1995           | Classic Goosebumps Scary Summer Fright Light Edition          | 128    | ISBN 0-590-48345-5 |
| 34 | Revenge of the Lawn Gnomes         | august 1995          | Classic Goosebumps Scary Summer                               | 119    | ISBN 0-590-48346-3 |
| 35 | A Shocker on Shock Street          | septembrie1995       | Terror Trips                                                  | 117    | ISBN 0-590-48340-4 |
| 36 | The Haunted Mask II                | octombrie 1995       | None                                                          | 124    | ISBN 0-590-56873-6 |
| 37 | The Headless Ghost                 | noiembrie 1995       | None                                                          | 113    | ISBN 0-590-56874-4 |
| 38 | The Abominable Snowman of Pasadena | decembrie 1995       | Creepy Creatures                                              | 127    | ISBN 0-590-56875-2 |
| 39 | How I Got My Shrunken Head         | ianuarie 1996        | Classic Goosebumps                                            | 119    | ISBN 0-590-56876-0 |
| 40 | Night of the Living Dummy III      | februarie 1996       | Living Dummy Collection Monster Edition #2                    | 125    | ISBN 0-590-56877-9 |
| 41 | Bad Hare Day                       | martie 1996          | None                                                          | 117    | ISBN 0-590-56878-7 |
| 42 | Egg Monsters from Mars             | aprilie 1996         | None                                                          | 115    | ISBN 0-590-56879-5 |
| 43 | The Beast from the East            | mai 1996             | None                                                          | 118    | ISBN 0-590-56880-9 |
| 44 | Say Cheese and Die – Again!        | iunie 1996           | None                                                          | 115    | ISBN 0-590-56881-7 |
| 45 | Ghost Camp                         | iulie 1996           | Campfire Collection Fright Light Edition                      | 118    | ISBN 0-590-56882-5 |
| 46 | How to Kill a Monster              | august 1996          | None                                                          | 112    | ISBN 0-590-56883-3 |
| 47 | Legend of the Lost Legend          | septembrie1996       | None                                                          | 122    | ISBN 0-590-56884-1 |
| 48 | Attack of the Jack-O'-Lanterns     | octombrie 1996       | None                                                          | 113    | ISBN 0-590-56885-X |
| 49 | Vampire Breath                     | noiembrie 1996       | Classic Goosebumps                                            | 114    | ISBN 0-590-56886-8 |
| 50 | Calling All Creeps!                | decembrie 1996       | None                                                          | 116    | ISBN 0-590-56887-6 |
| 51 | Beware, the Snowman                | ianuarie 1997        | None                                                          | 113    | ISBN 0-590-56888-4 |
| 52 | How I Learned to Fly               | februarie 1997       | None                                                          | 123    | ISBN 0-590-56889-2 |
| 53 | Chicken, Chicken                   | martie 1997          | None                                                          | 112    | ISBN 0-590-56890-6 |
| 54 | Don't Go to Sleep!                 | aprilie 1997         | None                                                          | 118    | ISBN 0-590-56891-4 |
| 55 | The Blob That Ate Everyone         | mai 1997             | None                                                          | 114    | ISBN 0-590-56892-2 |
| 56 | The Curse of Camp Cold Lake        | iunie 1997           | Campfire Collection                                           | 114    | ISBN 0-590-56893-0 |
| 57 | My Best Friend Is Invisible        | iulie 1997           | None                                                          | 114    | ISBN 0-590-56894-9 |
| 58 | Deep Trouble II                    | august 1997          | None                                                          | 113    | ISBN 0-590-56895-7 |
| 59 | The Haunted School                 | septembrie1997       | None                                                          | 120    | ISBN 0-590-56897-3 |
| 60 | Werewolf Skin                      | octombrie 1997       | None                                                          | 125    | ISBN 0-590-39053-8 |
| 61 | I Live in Your Basement!           | noiembrie 1997       | None                                                          | 111    | ISBN 0-590-39986-1 |
| 62 | Monster Blood IV                   | decembrie 1997       | None                                                          | 118    | ISBN 0-590-39987-X |

## Ecranizări

### Goosebumps(serial de televiziune)
O serie nu mai puțin populară de televiziune a fost bazată pe aceste cărți, care s-a difuzat pe Fox Kids (Jetix) între 1995 și 1998. Din 2007 e difuzată pe Cartoon Network.

### Film
În 2015 a apărut un film american 3D artistic și de animație pe calculator regizat de Rob Letterman după un scenariu de Scott Alexander, Larry Karaszewski și Darren Lemke. Iar în 2018 a apărut al doilea film al seriei numit Goosebumps 2: Halloween Bântuit) regizat de Ari Sandel. Rolurile principale au fost interpretate de actorii Madison Iseman, Wendi McLendon-Covey, Jeremy Ray Taylor, Chris Parnell și Shari Headley.

## Goosebumps Graphix
O serie de comicsuri bazate pe romanele Goosebumps a fost publicată recent, incluzând: Creepy Creatures (2006), Terror Trips (2007), Scary Summer (2007), urmând un al patrulea volum cu titlu necunoscut.

## Goosebumps Horrorland
Autorul a anunțat o nouă sub-serie Goosebumps, bazată pe romanul Return to Horrorland din seria originală Goosebumps. Cartea va uni mai multe personaje populare din cărțile anterioare, și va fi singura serie Goosebumps în care toate cărțile fac parte dintr-o singură poveste. Prima carte, Revenge of the living Dummy urmează să fie publicată la editura Scholastic în 2008.

### Lista cărților Goosebumps
1. .Zâmbește și mori
2. .Fetița care a strigat "monstrul"
3. .Fantoma de la teatru
4. .Teribilul om de zăpadă din Pasadena
5. .Plaja bântuită
6. .Bun venit în tabăra de coșmar!
7. .Blestemul mumiei
8. .Răzbunarea piticilor din grădină
9. .Să devenim invizibili!
10. .Bun venit în casa morților!
11. .Nu mă puteți speria!
12. .Nu coborâți în pivniță!
13. .Sânge de monstru
14. .Noaptea păpușii
15. .Fantoma din vecini
16. .O zi în ținutul ororilor
17. .Atacul Mutanților
18. .Necazuri Mari
19. .Fantoma lătrătoare
20. .Coșmarul din tabăra regelui Marmeladă
21. .O aventură păroasă
22. .Vârcolacul din Mlaștina fierbinte

## Legături externe
- Site web oficial at Scholastic Press
- Goosebumps (TV series) la Internet Movie Database
- Goosebumps (TV series) la TV.com
- Goosebumps (film) la Internet Movie Database